# Deilephila celerio
Deilephila celerio är en fjärilsart som beskrevs av Carl von Linné 1758. Deilephila celerio ingår i släktet Deilephila och familjen svärmare. Inga underarter finns listade i Catalogue of Life.